# McLaren MP4-16
O MP4/16 é o modelo da McLaren da temporada de 2001 da F1. Condutores: Mika Häkkinen e David Coulthard.

## Resultados[3]
(legenda) (em negrito indica pole position e itálico volta mais rápida)
| Ano  | Chassis | Motor                | Pneus | N° | Pilotos         | 1   | 2   | 3   | 4   | 5   | 6   | 7   | 8   | 9   | 10  | 11  | 12  | 13  | 14  | 15  | 16  | 17  | Pontos | Posição |  |
| ---- | ------- | -------------------- | ----- | -- | --------------- | --- | --- | --- | --- | --- | --- | --- | --- | --- | --- | --- | --- | --- | --- | --- | --- | --- | ------ | ------- |  |
|      |         |                      |       |    |                 |     |     |     |     |     |     |     |     |     |     |     |     |     |     |     |     |     |        |         |  |
|      |         |                      |       |    |                 | AUS | MAL | BRA | SMR | SPA | AUT | MON | CAN | EUR | FRA | GBR | GER | HUN | BEL | ITA | USA | JPN |        |         |  |
| 2001 | MP4/16  | Mercedes FO 110K V10 | B     | 3  | Mika Hakkinen   | Ret | 6   | Ret | 4   | 9   | Ret | Ret | 3   | 6   | DNS | 1   | Ret | 5   | 4   | Ret | 1   | 4   | 102    | 2º      |  |
| 2001 | MP4/16  | Mercedes FO 110K V10 | B     | 4  | David Coulthard | 2   | 3   | 1   | 2   | 5   | 1   | 5   | Ret | 3   | 4   | Ret | Ret | 3   | 2   | Ret | 3   | 3   | 102    | 2º      |  |